# Курочка синьолоба
Курочка синьолоба (Gallinula silvestris) — вид журавлеподібних птахів родини пастушкових (Rallidae). Ендемік Соломонових островів. Ймовірно вимер.

## Поширення
Вид відомий лише з єдиного типового зразка, зібраного у 1929 році на острові Макіра.  Останнє зареєстроване спостереження було в 1953 році. Дослідження в 2015–16 роках не змогли знайти вид; Хоча протягом останніх 10 років було кілька повідомлень про птахів, які відповідають опису виду, вчені дійшли висновку, що курочка синьолоба, ймовірно, вимерла.